# Synagris dentata
Synagris dentata är en stekelart som beskrevs av Henri Saussure 1852. Synagris dentata ingår i släktet Synagris och familjen Eumenidae. Inga underarter finns listade i Catalogue of Life.